# Véletlen

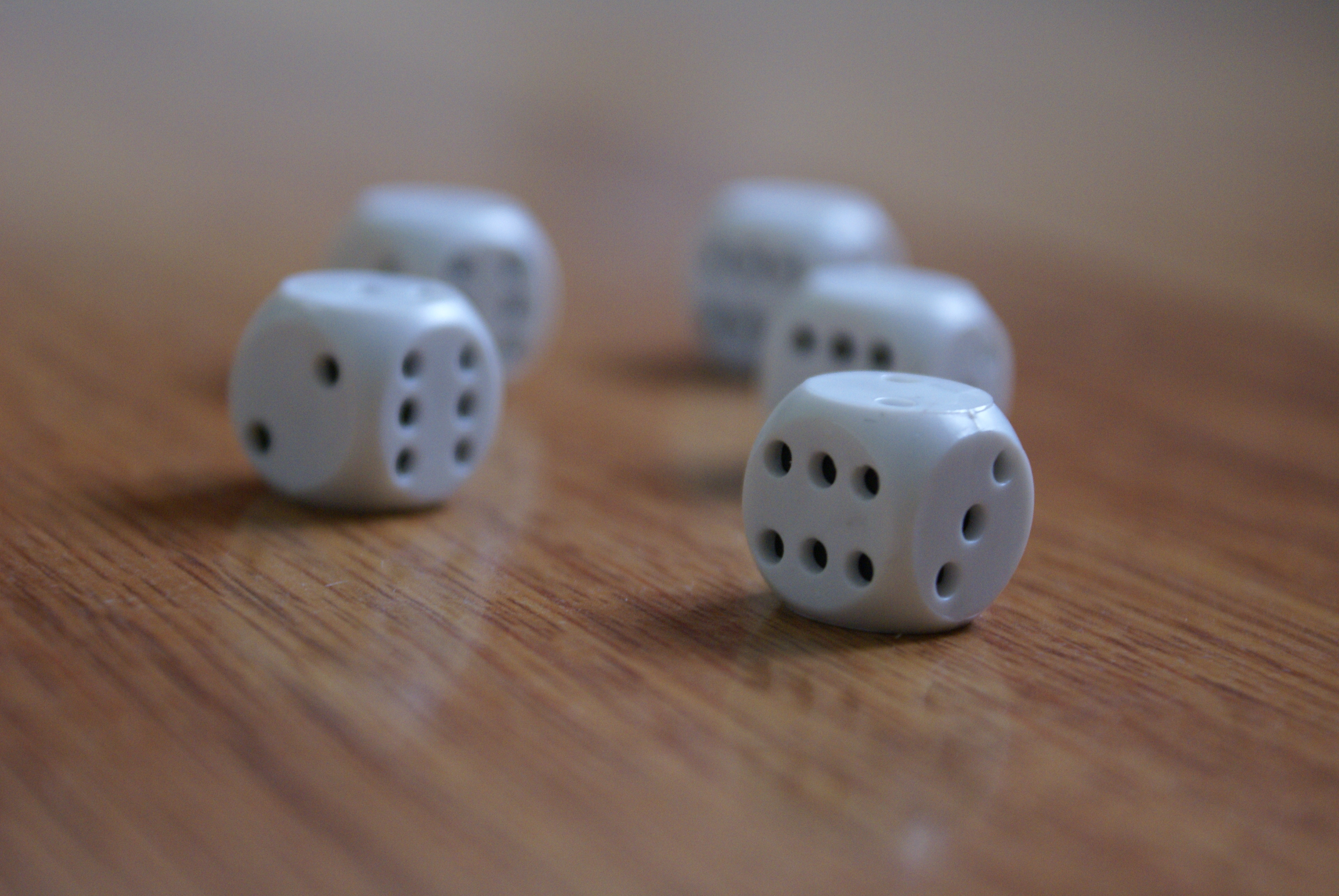
A véletlenszerűséget szimbolizáló dobókockák

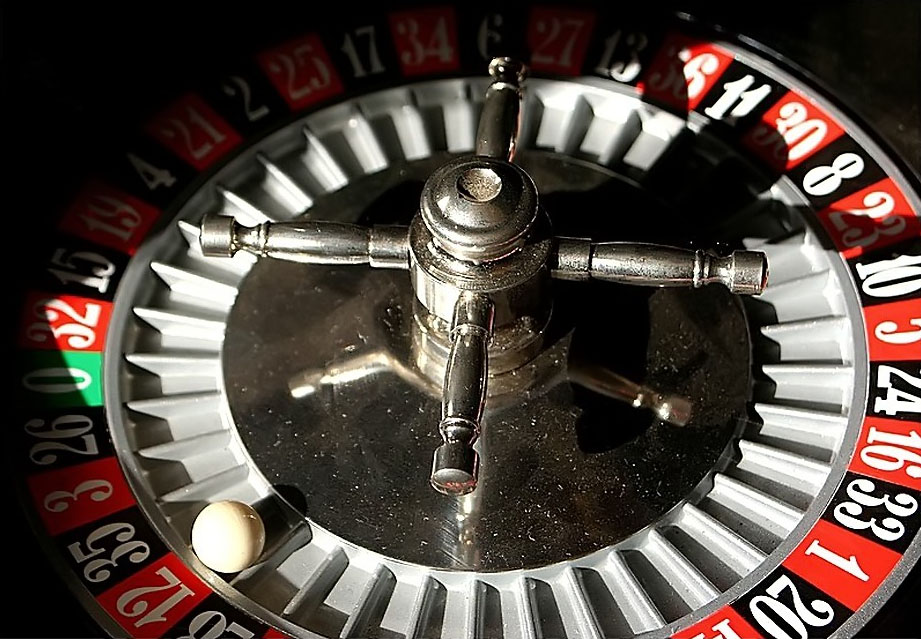
Szinte megjósolhatatlan, tehát véletlenszerű események állíthatók elő pl. a dobókocka és a rulett segítségével

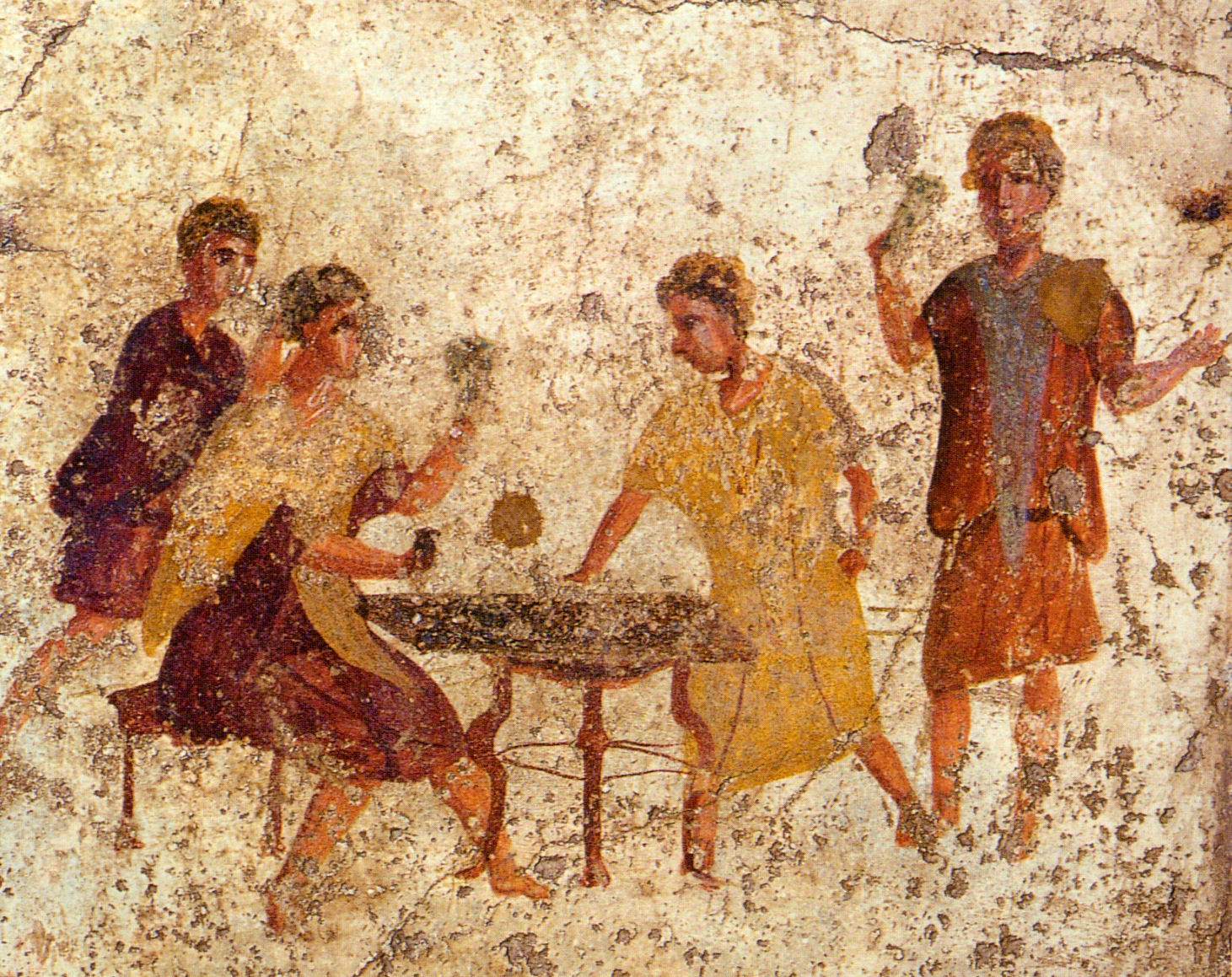
Dobókockával játszó férfiak ábrázolása egy Pompeji freskón

A véletlen az egyedi esemény (vagy folyamat, történés) nem vélt bekövetkezése, illetve a köznyelvben a meghatározhatatlan, megjósolhatatlan vagy szabálytalan volta.
Gyakran azért tekintünk egy eseményt véletlennek – pontosabban véletlenszerűnek –, mert nem vagyunk képesek elegendő mennyiségű információt gyűjteni az esemény kimenetének megjóslásához. Máskor azért, mert a bekövetkezése, a megtörténte emberi ésszel felfoghatatlannak, értelmetlennek, haszontalannak tűnik.
Más esetekben a jelenség kimenete elvileg meg nem jósolható, tehát eredendően véletlenszerű jellegű. Ilyen esemény például radioaktív atommagok bomlása. Ezek valószínűsége leírható, elemezhető, de egy-egy esemény konkrét bekövetkezése megjósolhatatlan.
A gyakorlatban e két jelenség összemosódik, például matematikailag a pénzfeldobások kimenetele (fej vagy írás) 50%, azonban az érme és a légáramlatok fizikai jellemzőinek (tömeg, sebesség, súrlódás stb.) tökéletes ismeretében megjósolható az eredmény, amelyet kutatások is igazoltak.

## A fogalom jelentése
A köznyelv gyakran összemossa a véletlen és a véletlenszerűség fogalmát, a véletlenszerűséget használja gyakran véletlenként. Két különböző dologról van szó azonban.
Véletlen az, amiről nem véltük volna, hogy bekövetkezik, véletlenszerű pedig az, ami látszólag ok nélkül, szabálytalanul, előre nem láthatóan, értelmetlenül vagy „ok nélkül” következett be. Véletlenek vannak - hiszen van úgy, hogy nem vélnénk vagy véltünk volna bizonyos dolgokat -, véletlenszerű bekövetkezések pedig, sokak szerint, nincsenek, csak törvényszerűség, azaz ok és okozat törvénye (idegen szóval: „karma”).
A matematika és a matematikai statisztika is többnyire összemossa a két fogalmat, de a tudományos kifejezések mára már egyértelműek és megszokottak lettek, a szakmai nyelvben egyértelműek, s régóta elfogadottá váltak.
Az angol „random” kifejezés egyértelműen véletlenszerű bekövetkezést jelent, de a magyar nyelvben gyakran véletlennek fordítják. Ezért van az, hogy ha a magyar nyelv véletlenről beszél, akkor a közbeszédben egyre gyakrabban hozzáteszi a „véletlen, azaz random” kiegészítést, hogy jelezze, valójában a kevésbé használt véletlenszerű kifejezésre gondol.

## A természettudományban
Bár az úgynevezett „véletlen egyedi esemény” kimenete nem jósolható meg, mégis, a sok, egymástól független, véletlenszerű esemény („véletlen tömegjelenség”) lehetséges kimenetei különböző valószínűségekkel jellemezhetőek. Ezek mindegyike egy-egy vélt bekövetkezés, amelyek végül véletlenszerű valószínűséggel következhetnek be. Ezek elemzésével foglalkoznak a matematika egyes ágai; a valószínűségszámítás, a sztochasztika és a matematikai statisztika.

## A filozófiában és művészetekben
A véletlenszerűség létének tagadását hirdető filozófiai iskola a determinizmus, mely a történések eleve meghatározott, elrendelt voltát hirdeti; a véletlenszerű eseményt ezért olykor nem-determinisztikus, vagyis nem-elrendelt eseménynek is nevezik. A véletlenszerűséget és az eleve elrendeltséget egyaránt elvető filozófia a karma, ami az ok és okozat összefüggésével magyaráz minden eseményt, vagyis minden történést egy-egy következménynek fog fel, amelyhez valamely ok vagy okok megléte, bekövetkezése vezetett el.
A véletlenszerű eseményekre alapozott művészetek összefoglaló neve az aleatória.

## Szerencsejáték
A szerencsejáték lényege a vélt vagy remélt, de véletlenszerűen bekövetkező eseményekre való fogadás. Legkorábbi ábrázolásai az ókorból ismertek. A modern korban ismeretesek olyan csalások, amelyek a kaszinók hosszútávú matematikailag nagyobb nyerési esélyét meg tudták fordítani a gyakorlatban rövidtávon jelentkező valószínűségi tényezők alapján. Ilyen például a huszonegy kártyajátékban a lapok számolása, amit a MIT Blackjack Teamje is kihasznált, vagy a rulettban a golyó útjának megfigyelése.